# Liuli
Liuli ist ein Ort im südlichen Tansania am Ufer des Nyassasee. Es gehört zum Nyassadistrikt der Region Ruvuma. Es wurde unter dem Namen Sphinxhafen zur Zeit der ehemaligen deutschen Kolonie Deutsch-Ostafrika gegründet.

## Geschichte
Der Ort wurde von deutschen Missionaren oberhalb eines Naturhafens um 1890 am Nyassasee gegründet. Er erhielt seinen Namen von einer bizarren Felsformation oberhalb des Hafens, die an eine Sphinx erinnert.
Für den 1893 in Dienst gegangenen kleinen deutschen Dampfer Hermann von Wissmann wurde in Spinxhafen eine Helling gebaut, auf der der Dampfer alljährlich einer Wartung unterzogen wurde. Gleichzeitig wurde Spinxhafen auch als Stapelplatz für Brennholz für die Dampfmaschine der Hermann von Wissmann gewählt, wegen des Waldreichtums der Bucht. So gab es neben der Missionsstation in Spinxhafen nur die Helling und ein paar Holzfällerhütten.
Nach der Übernahme Deutsch-Ostafrikas durch die Briten verlegten diese ihren Hauptstützpunkt am östlichen Ufer des Sees in das 25 km südlicher liegende Mbamba Bay. Im heutigen Liuli befindet sich das anglikanische St. Anne Missionshospital, das die medizinische Versorgung eines großen Teils der tansanischen südlichen Seeküste darstellt.

## Militärische Aktionen gegen Sphinxhafen 1914 und 1915
Kurz nach Beginn des Ersten Weltkrieges erteilte der britische Commissioner von Nyassaland (heute Malawi) Kapitän Edmund Rhoades, den Kommandanten des armierten Dampfers SS Gwendolen den Auftrag, den etwa gleich großen deutschen Dampfer Hermann von Wissmann zu zerstören. Rhoades wusste, dass das deutsche Schiff sich für Reparaturarbeiten auf der Helling von Sphinxhafen befand. In der Abenddämmerung des 13. August 1914 fuhr er in den natürlichen Hafen ein. Ein britischer Offizier erklärte dem Kapitän der Hermann von Wissmann, Berndt, dass zwischen dem Deutschen Reich und Großbritannien der Krieg ausgebrochen sei und er den Befehl habe, den Dampfer unschädlich zu machen. Da Widerstand zwecklos war, konnte Berndt nicht verhindern, dass britische Soldaten das 3,7-cm-Geschütz seines Schiffs demontierten, Teile der Maschinenanlage abbauten und das Geschütz und die Munition mit an Bord des britischen Dampfers nahmen. Prager und sein Maschinist wurden von den Briten gefangen genommen.
Offenbar wurde diese Aktion von der britischen Presse leicht überzogen als Seesieg dargestellt. So machte die Times am 16. August 1914 mit der Schlagzeile auf: Naval Victory on Lake Nyasa.
Am 30. Mai 1915 wurde Sphinxhafen nochmals von britischen Truppen angegriffen. Es handelte sich um ein Landungskorps, das aus 30 europäischen Unteroffizieren und Offizieren sowie 200 einheimischen Soldaten bestand, die zwei Geschütze und zwei Maschinengewehre mit sich führten. Der Ort wurde von einigen deutschen Askaris unter der Führung offensichtlich eines deutschen Unteroffiziers verteidigt, die über ein Maschinengewehr verfügten. Nach einem Beschuss des Ortes durch die Briten zog sich der deutsche Trupp zurück. Das Landungskorps machte daraufhin die Hermann von Wissmann unbrauchbar, bis sie 1919 von den Briten unter dem Namen King George wieder flott gemacht wurde.